# 370

## Родени
- Хипатия от Александрия, древногръцки учен
- Аларих I, крал на вестготите, на остров Пойке, р. Дунав; † 410 г. при Козенца, Калабрия, Италия.